# Gallicolumba kubaryi
Gallicolumba kubaryi é uma espécie de ave da família Columbidae.
É endémica da Micronésia.
Os seus habitats naturais são: florestas subtropicais ou tropicais húmidas de baixa altitude, florestas de mangal tropicais ou subtropicais, regiões subtropicais ou tropicais húmidas de alta altitude, matagal húmido tropical ou subtropical e plantações .
Está ameaçada por perda de habitat.